# Morgan County (Illinois)
Morgan County is een county in de Amerikaanse staat Illinois.
De county heeft een landoppervlakte van 1.473 km² en telt 36.616 inwoners (volkstelling 2000). De hoofdplaats is Jacksonville.